# Sóc chuột Palmer
Neotamias palmeri là một loài động vật có vú trong họ Sóc, bộ Gặm nhấm. Loài này được Merriam mô tả năm 1897.